# Mohamed Ould Rzeizim
Mohamed Ould Rzeizim (1957) es un político de Mauritania.
Diplomado en Administración Pública en Mauritania y Túnez, desarrolló la mayor parte de su actividad política en distintas poblaciones y comunas del país, incluida la capital, Nuakchot. Fue nombrado Ministro de Energía e Hidrología en 2007, para pasar después a ser titular del Ministerio del Interior. Durante el golpe de Estado de 2008, fue uno de los cuatro altos cargos del gobierno detenidos por los golpistas el 6 de agosto, junto al Presidente, Sidi Ould Cheikh Abdallahi, siendo liberado el 11 de agosto.